# Peira (Vilanoveta)
Peira és una partida rural del terme municipal de Conca de Dalt, a l'antic terme d'Hortoneda de la Conca, al Pallars Jussà, en territori del poble de Pessonada i de l'antic poble del Mas de Vilanova, o Vilanoveta.
Està situada al nord del Mas de Vilanova i a llevant de Casa Janotet, a la dreta de la llau de Bull-i-bull i a ponent de lo Romeral.
Consta d'1,6041 hectàrees de pastures i una petita porció d'hort de regadiu.